# Stazione di Takasaka
La stazione di Takasaka (高坂駅?, Takasaka-eki) è una stazione ferroviaria situata nella città di Higashimatsuyama della prefettura di Saitama, in Giappone, ed è servita dalla linea Tōbu Tōjō delle Ferrovie Tōbu.

## Linee
Ferrovie Tōbu
● Linea Tōbu Tōjō

## Struttura
La stazione è dotata di un marciapiede a isola con due binari passanti in superficie. Il mezzanino si trova sopra il piano del ferro, ed è collegato al marciapiede da scale fisse, mobili e ascensori.
| 1 | ● Linea Tōbu Tōjō | per Shinrinkōen e Ogawamachi |
| 2 | ● Linea Tōbu Tōjō | per Higashimatsuyama, Kawagoe, Wakōshi, e Ikebukuro via Linea Yurakucho per Shin-Kiba via Linea Fukutoshin per Shibuya, via linea Tōkyū Tōyoko per Yokohama e, via linea Minatomirai per Motomachi-Chūkagai |

## Stazioni adiacenti
| «               | Servizio        | »                 |
| Linea Tōbu Tōjō | Linea Tōbu Tōjō | Linea Tōbu Tōjō   |
| --------------- | --------------- | ----------------- |
| Kita-Sakado     | Locale          | Higashi-Matsuyama |
| Kita-Sakado     | Semiespresso    | Higashi-Matsuyama |
| Kita-Sakado     | Rap. pendolari  | Higashi-Matsuyama |
| Kita-Sakado     | Espresso        | Higashi-Matsuyama |
| Transito        | Rapido          | Transito          |
| Transito        | Rap. espresso   | Transito          |
| Transito        | TJ Liner        | Transito          |